# Правила сумм (квантовая хромодинамика)
Правила сумм в квантовой хромодинамике — непертурбативный метод, позволяющий выразить статические свойства адронов через величины КХД конденсатов.
Основан на дисперсионном соотношении для функции распространения системы с квантовыми числами данного адрона при больших отрицательных значениях квадрата четырёхмерного импульса. При этом левая часть дисперсионного соотношения выражается через конденсаты, а правая — через параметры наиболее лёгкого адрона с данными квантовыми числами. Был предложен в 1979 году для мезонов М. А. Шифманом, А. И. Вайнштейном и В. И. Захаровым, вскоре распространен на нуклоны. Метод успешно использовался для вычисления всех статических и некоторых динамических характеристик нуклонов в вакууме. Широко применяется в настоящее время и для исследования более тяжёлых адронов.
В 1988—1990 годах метод был распространён на исследование изменения параметров нуклонов в ядерной материи. Последние были выражены через величины КХД конденсатов в материи. Иными словами, обмен сильно коррелированными системами кварков (мезонами) был выражен через обмен невзаимодействующими (впоследствии — слабо взаимодействующими) кварками. В альтернативном подходе были предложены дисперсионные соотношения по энергии. Подход, предложенный Друкаревым и Левиным, позволил воспроизвести результаты, полученные ранее, а также решить ряд задач, недоступных традиционным методам ядерной физики. Дальнейшее развитие метода предусматривает описание гиперонов в ядерной материи и исследование фазовых переходов в ней.